# Patton (cavallo)
Patton è stato un cavallo da corsa nato in Italia nel 1945, da Vezzano e Prunella , era di proprietà della scuderia Razza La Giuggiola e venne allevato da Giuseppe Renier.
Patton fu un cavallo baio tra i migliori in Italia dei suoi anni nelle gare al galoppo, arrivando a vincere un totale di 19 gare di alto livello dal 1948 al 1951 , tra cui il prestigioso Premio dell'Arno nel 1950. 